# 藤井秀延
藤井 秀延（ふじい ひでのぶ、1955年11月29日 - ）は、日本の実業家。三菱UFJリサーチ&コンサルティング代表取締役社長を経て、日立造船取締役副会長。

## 人物・経歴
広島県出身。1979年早稲田大学理工学部卒業、三和銀行入行。2006年三菱東京UFJ銀行執行役員。2009年三菱東京UFJ銀行常務執行役員。2010年三菱東京UFJ銀行常務取締役。2013年から三菱UFJリサーチ&コンサルティング代表取締役社長を務め、ソーシャルビジネス支援プログラムの立ち上げなどを行った。2017年日立造船取締役副会長。